# Giovanni Palatucci
Giovanni Palatucci (31 mai 1909 - 10 février 1945), originaire de la région de Naples, il était un fonctionnaire Italien nommé en 1937 au poste de commissaire de la sécurité publique à Fiume (actuelle Rijeka en Croatie ). Il a longtemps été présenté comme le sauveur de milliers de Juifs de Fiume entre 1939 et 1944 avant d'avoir été lui-même déporté par les Nazis vers les camps d'extermination. En 2013, un groupe de recherche d'historiens dirigé par le Centre Primo Levi a examiné près de 700 documents et conclu que Palatucci avait suivi les ordres de la République Sociale Italienne et des Allemands concernant les Juifs et avait permis la déportation de la majorité des 570 Juifs vivant à Fiume et ses environs. Parmi eux, 412 personnes ont été déportées à Auschwitz, un pourcentage plus élevé que dans n'importe quelle ville italienne. La question fait actuellement l’objet d’un débat scientifique. Une commission nationale d'historiens recommandée par l'Union des communautés juives italiennes, le Centre de documentation juive contemporaine de Milan, le ministère italien de l'Intérieur et le Centre Primo Levi procède à un examen approfondi des documents.

## Biographie
Palatucci est né à Montella, Avellino, Italie. Il est diplômé de l' Université de Turin, Faculté de droit en 1932. En 1936, il entra dans la police de Gênes et l'année suivante, il fut affecté à Fiume. Durant 5 décennies, on a cru que Palatucci avait été chef de la police de Fiume et qu'il utilisait les pouvoirs afférant à ce poste pour aider les Juifs. Même si déjà en 1994, l'historien Marco Coslovich a publié les documents démontrant que Palatucci n'a jamais eu plus qu'un rôle de subordonné dans l'administration, un rôle dans lequel il excellait et pour lequel il était loué par ses supérieurs, la fausse représentation de sa position s'est poursuivie jusqu'en 2013. Même cette année-là, le Musée Américain du Mémorial de l'Holocauste a déclaré dans son exposition d'anniversaire que Palatucci « a utilisé son pouvoir de chef de la police pour aider les juifs ». La position de Palatucci en ces heures sombres est désormais discutée.
Palatucci, connu sous le nom du « Schindler italien » en référence à Oskar Schindler, a longtemps été crédité d'avoir sauvé des milliers de Juifs pendant l'Holocauste alors qu'il servait dans le département de police de la ville de Fiume. Il a été désigné par Yad Vashem comme l'un des Justes parmi les Nations en 1990 et a été béatifié par le Saint-Père en 2002.
Après la promulgation des lois antisémites en 1938 et aussi au début de la Seconde Guerre mondiale en 1939, Palatucci est chef du Bureau des étrangers. Selon ses hagiographes, il a commencé à falsifier des documents et des visas dans le but de sauver des Juifs de la déportation.
Le rapport documentaire publié par le Centre Primo Levi en 2013 démontre qu'aucune preuve ni témoignage d'une telle activité n'a jamais été trouvé (on estimait à 5000 le nombre de Juifs sauvés par le réseau de Palatucci). Au contraire, le rapport examine en profondeur des centaines de dossiers de police conservés aux Archives d'État de Rijeka montrant que l'une des principales activités de Palatucci entre 1938 et 1943 a été la compilation et la mise à jour du recensement des Juifs. Le recensement a été le principal instrument d'application des lois raciales et à Fiume, il a été compilé et maintenu avec une rigueur sans précédent.
Les hagiographes affirment que si Palatucci a « déporté officiellement des Juifs », il s'arrangeait au contraire pour les envoyer en Campanie, prendre contact avec son oncle, Monseigneur (titre) Giuseppe Palatucci, évêque catholique en Campanie, lequel leur aurait offert la plus grande aide possible.
Déjà en 1994, Marco Coslovich avait démontré à travers de nombreux documents que Palatucci et la police de Fiume n'avaient pas le pouvoir de décider du lieu d'internement des Juifs. Plus récemment, la base de données des Juifs étrangers internés en Italie, organisée par Anna Pizzuti, a fourni des preuves sans équivoque de l'invraisemblance de la théorie des hagiographes. La publication de la ressource documentaire de Pizzuti, fait état de 40 Juifs déportés de Fiume à Campagna et précise aussi, qu'une dizaine de membres de ce prétendu « groupe de protégés » se sont retrouvés à Auschwitz.
Les hagiographes affirment par ailleurs qu'il a réussi à détruire tous les dossiers documentés de quelque 10 000 réfugiés juifs vivant dans la ville, leur délivrant de faux papiers et leur fournissant des fonds[réf. nécessaire]. Dans son article sur Palatucci, Michel Claverie parle « d'effacer administrativement la trace de centaines de Juifs ». Cette théorie a été remise en cause par plusieurs historiens, y compris Marco Coslovich et Silva Bon. Cette dernière, dans ses « Communautés juives de Fiume et du Carnaro » (Trieste, 2001) a soutenu que, sur la base des registres officiels, les Allemands et la police de la République Sociale Italienne avaient procédé aux arrestations des juifs à travers les listes de la police italienne. Les arrestations ont commencé en octobre 1943 et ont été organisées d'abord comme des rafles, puis comme des opérations ciblées dans lesquelles la questura (it) a fourni des informations pour localiser et identifier les Juifs de Fiume. Les archives allemandes et italiennes indiquent qu'en juin 1944, il ne restait pratiquement plus de Juifs à Fiume. De plus, si les registres locaux avaient été détruits, ce dont il n'y a aucun signe, ces réfugiés figureraient toujours dans les archives centrales de la police qui conservait des copies de tous les quartiers généraux des polices locales ainsi que dans les archives des camps italiens après la guerre, ce qui n'est pas le cas.
En conséquence de la capitulation Italienne de 1943, Fiume est occupée par les Nazis. On prétend que Palatucci aurait alors continué d'aider les Juifs, dans la clandestinité et de maintenir des contacts avec la Résistance, jusqu'à son arrestation par la Gestapo.
Cependant, des documents allemands et des documents italiens montrent que Palatucci a été arrêté pour trahison et notamment pour avoir transmis à la Grande-Bretagne des documents officiels demandant des négociations sur le statut d'après-guerre de Fiume sous l'égide italienne.
Alors que la défaite de l'Axe devenait imminente, de nombreux officiers de la République Sociale Italienne ont commencé à négocier avec les Alliés le sort d'après-guerre de l'Italie ainsi que le leur. Les tensions entre les forces allemandes et italiennes de la République Sociale Italienne se sont intensifiées. À la frontière orientale, près de Fiume, le soutien britannique aux combattants de la résistance yougoslave s'est renforcé, provoquant des attaques continues.Le plus haut supérieur hiérarchique de Palatucci, Tullio Tamburini est arrêté en juin pour trahison et détournement de fonds et déporté au camp de Dachau. Après la libération de Florence, en août 1944, c'est Roberto Tomasselli, le supérieur direct et protecteur de Palatucci, qui lui cède sa place, en faisant défection des rangs de Salò pour finir dans un camp anglo-américain de prisonniers de guerre. Le chef de cabinet et proche collaborateur de Palatucci à Fiume, est parti pour Milan, où il servit brièvement l'administration malade de Mussolini et passa dans les forces de libération avant que les Alliés n'entrent dans la ville.
Le 13 septembre 1944, Palatucci est arrêté. Des sources orales affirment qu'il a été condamné à mort, mais aucune preuve documentaire de ce fait n'a jamais émergé. Avec d'autres policiers italiens de Fiume et de Trieste également accusés de trahison et de détournement de fonds, il a été déporté vers le camp de concentration de Dachau, où il est mort lors des épidémies de typhus le 9 février 1945, avant la libération du camp par les Alliés le 29 avril 1945.
Le Mémorial de l' Holocauste de Yad Vashem lui a rendu hommage en 1990 en tant que Juste parmi les Nations, pour avoir aidé une femme juive. La commission de l'Institut des Justes en 1990 n'a trouvé aucune preuve qu'il aurait pu aider quiconque en dehors de cette affaire. En octobre 2002, le vicaire du pape à Rome a ouvert un dossier de béatification pour Palatucci  mais en juin 2013, le Vatican a annoncé qu'il avait demandé à un historien de revoir les nouvelles découvertes.

## Allégations de collaboration
Selon les recherches de 2013, l'histoire de Palatucci découle des témoignages de l'évêque Giuseppe Maria Palatucci et de Rodolfo Grani, un juif de Fiume qui avait été brièvement interné à Campagna et est resté ami avec l'évêque après la guerre. Comme le montre le rapport de 2013, le récit principal de toutes les opérations de sauvetage attribuées à Palatucci se trouve dans un discours que l'évêque a prononcé à Ramat Gan à l'occasion d'une cérémonie en l'honneur de la mort de son neveu. Selon le rapport du Centre Primo Levi, rien n'indique que Grani, décédé, ne soit jamais retourné à Fiume après 1940, et qu'il n'ait jamais rencontré Giovanni Palatucci.
Michael Day s'est demandé dans le journal The Independent comment Palatucci avait pu aider « plus de 5 000 Juifs à s'échapper dans une région où officiellement, la population juive n'en comptait que la moitié ». Anna Pizzuti, rédactrice en chef de la base de données des internés juifs étrangers en Italie, a déclaré au Corriere Della Sera qu'il était impossible que Palatucci ait pu ré-acheminer des milliers de juifs vers Campagna alors que « pas plus de 40 résidents de Fiume ont été internés à Campagna; et un tiers d'entre eux s'est retrouvé à Auschwitz ».
La Fondation Giovanni Palatucci, qui fait campagne pour la béatification de Palatucci, a critiqué ce qu'elle appelait des « historiens révisionnistes » et cite sur son site Internet des cas individuels où des Juifs affirment que des proches ont été sauvés par l'intervention directe de Palatucci. Il a également été déclaré que les critiques prétendant qu'il est intenable de suggérer qu'il a sauvé 5 000 Juifs dans une zone ne comptant seulement que la moitié de ce nombre, n'ont pas pris en compte le grand nombre de Juifs migrants d'Europe orientale ou d'Europe centrale qui pourraient avoir été présents.
Cependant, à ce jour, toutes les recherches concernant l'afflux de réfugiés juifs à travers la frontière orientale de l'Italie, y compris les œuvres de Klaus Voigt, Liliana Picciotto et Anna Pizzuti, confirment que très peu de réfugiés ont pu passer par Fiume.
L'historienne spécialiste de l'Europe moderne Anna Foa, de l'Université Sapienza de Rome, a écrit dans un article de juin 2013 pour le journal du Vatican L'Osservatore Romano que la décision de reclasser Palatucci, catholique, en tant que collaborateur était hâtive, mais a admis que plus d'étude était nécessaire. Elle a affirmé que la cible du mouvement contre Palatucci était la papauté du pape Pie XII, et a écrit que « en ciblant Palatucci, le désir était essentiellement de frapper un catholique impliqué dans le sauvetage des juifs en faveur de l'idée que l'Église ne ménageait aucun effort pour aider les Juifs - une personne dont la cause de béatification était en cours... Mais c'est de l'idéologie et non de l'histoire ». Foa a soutenu que « Palatucci n'a peut-être sauvé que quelques dizaines de vies au lieu des 5 000 qui lui sont attribuées ». Elle a convenu que les réalisations de Palatucci ont parfois été exagérées sur la base des preuves limitées, mais a noté que les chercheurs devraient être prudents et ne pas tirer de conclusions hâtives étant donné le manque de preuves. Foa a affirmé qu'il existe de nombreux témoignages en faveur de Palatucci et a conclu qu'avant qu'une décision définitive ne puisse être prise sur le rôle de Palatucci dans l'Holocauste, la documentation utilisée par le Centre Primo Levi devrait être mise à la disposition d'autres historiens. Le New York Times a apporté une réponse de la directrice du Centre Primo Levi, Natalia Indrimi, déclarant que les documents étaient à la disposition de la communauté universitaire depuis le lancement du projet et que, si des témoignages sont disponibles, ils devraient être rendus publics.
Fr. Murray K. Watson, vice-recteur et professeur adjoint des Écritures sacrées et de l'œcuménisme au Séminaire Saint-Pierre en Ontario, a déclaré en juin 2013: « Je pense qu'une patience judicieuse à l'égard de cette question est probablement sage, car même les chercheurs familiers avec ce sujet sont en désaccord sur sa signification et son interprétation. »